# Istočne katoličke Crkve
Istočne katoličke Crkve naziv je za Crkve koje pripadaju različitim istočnim obredima, a u punom su zajedništvu s rimskim biskupom ili papom. Ove su crkve izvorno smještene u istočnoj Europi, na Bliskom istoku, u sjevernoj Africi i Indiji, no danas su proširene i ostalim dijelovima svijeta.

## Naziv
Naziv "istočne katoličke Crkve" odnosi se na 24 crkve koje pripadaju različitim istočnim liturgijskim tradicijama, te se služe aleksandrijskim, antiohijskim, armenskim, bizantskim ili kaldejskim obredom. Budući da su to "istočni" obredi, za razliku od rimskog, "zapadnog" obreda (i njemu sličnih, poput milanskog obreda), ove se crkve nazivaju "istočnima." Katoličke su stoga što priznaju rimskog papu kao svoga poglavara.

## Povijest
Povijest istočnih katoličkih crkava nastavlja se na povijest crkvenih raskola, koji su bili uvjetovani teološkim i organizacijskim motivima, premda je u temelju bila razlika u mentalitetima i teološkom nazivlju. Moguće je razlikovati podijele s teološkim povodom, kada su se pojedine crkve međusobno optuživale za krivovjerje ili herezu, te podijele zbog organizacijskih i sličnih neslaganja oko raspodjele moći, pri čemu su nastajale šizme.
Prva veća podjela nastala je u vrijeme Efeškog sabora 431., kad je nastao raskol s nestorijancima, koji su većinom živjeli u Perzijskom carstvu. Njih je ostatak Crkve držao hereticima. Iz ove podjele danas postoje Asirska crkva istoka i Stara crkva istoka, koje nisu u zajedništvu s Katoličkom crkvom, te najbrojnija Kaldejska Crkva koja pripada među istočne katoličke Crkve.
Druga podjela nastala je u vrijeme Kalcedonskog sabora 451., kad je nastao raskol s monofizitima, koji su u Kristu priznavali samo jednu narav - božansku -, dok je ostatak Crkve priznavao dvije naravi u Kristu - božansku i ljudsku. I monofizite je ostatak Crkve držao hereticima. Ove se crkve u hrvatskom obično nazivaju istočnim pravoslavnim crkvama, a među njih pripadaju, primjerice, Armenska apostolska Crkva, Sirska istočna pravoslavna Crkva i Koptska Crkva. Dio ovih crkava kasnije je ušao u zajedništvo s Katoličkom crkvom.
Treća podjela nastala je u vrijeme Velikog raskola 1054., kao posljedica brojnih neslaganja i nerazumijevanja između istočnog i zapadnog kršćanstva. Glavni je problem bio pitanje vlasti u Crkvi, te suparništvo između Rima i »novog Rima«, to jest Carigrada, što je dovelo do uzajamne ekskomunikacije rimskog pape i carigradskog patrijarha. U ovom je slučaju riječ o šizmi, a ne o pitanju krivovjerja. Iz ovog su raskola nastale crkve koje u hrvatskom obično nazivamo pravoslavnim crkvama, a riječ je o crkvama većinom u istočnoj Europi i na Bliskom istoku. Dio pripadnika ovih crkava kasnije je ušao u zajedništvo s Katoličkom crkvom, te se obično u hrvatskom nazivaju grkokatolicima.
Nije moguće na jednom mjestu prikazati povijest svake pojedine istočne katoličke Crkve, jer je svaka od njih imala drugačiji put pristupanja u zajedništvo s Katoličkom crkvom. Prvi pokušaji stvaranja zajedništva između Istoka i Zapada bili su oni na Drugom lionskom saboru 1274. na kojem je sudjelovao i poslanik bizantskog cara Mihaela VIII. Paleologa i carigradski patrijarh German s predstavnicima grčkoga klera, no, iako se činilo da je postignuto jedinstvo, po povratku u Carigrad, grčki poslanici nisu bilo dobro primljeni, te se jedinstvo nikad nije zapravo ostvarilo.
Drugi značajniji pokušaj ostvarivanja novog jedinstva bio je na saboru u Firenci 1431. – 1445. no ni to jedinstvo s bizantskom Crkvom nije bilo dugotrajno. Jedinstvo koje je ondje uspostavljeno s Armenskom apostolskom Crkvom ostvarit će se tek 1740. s jednim dijelom ove Crkve, te će nastati Armenska katolička Crkva.
Veći zamah ujedinjavanje dijelova istočnih crkava doživjelo je od 16. stoljeća, osobito u granicama Poljske, a potom i u Habsburškoj monarhiji.

## Ustroj
Zakonik kanonskog prava istočnih Crkava u 27. kanonu daje definiciju samosvojne Crkve: „samosvojna Crkva naziva se ona skupina vjernika povezana s hijerarhijom po pravnoj odredbi koju vrhovna Crkvena vlast izričito ili prešutno priznaje kao samosvojnu”. Tako, te Crkve nastaju iz: Aleksandrijske, Antiohijske, Armenske, Kaldejske i Carigradske predaje.
Kanonski, svaka je od tih crkava sui iuris, što znači da je autonomna u odnosu na ostale katoličke crkve, te u pravilu ima i vlastitu hijerarhiju, osim u krajevima gdje ima premalo pripadnika ovih Crkava te se za njih brine biskup zapadnoga obreda.
Unutarnje ustrojstvo svake od tih crkava temelji se na vlastitim tradicijama. Istočne katoličke crkve imaju: 6 patrijarhata, 2 veliko nadbiskupske crkve sui iuris, 4 metropolijske crkve sui iuris i 11 drugih crkava sui iuris.
1. Aleksandrijski obred ili aleksandrijska tradicija:
- Etiopska katolička Crkva
- Eritrejska katolička Crkva
- Koptska katolička Crkva

2. Antiohijski obred ili antiohijska tradicija [zapadno sirski obred]:
- Maronitska Crkva
- Siro-malankarska katolička Crkva
- Sirska katolička Crkva

3. Carigradski ili bizantinski obred:
- Melkitska patrijarhalna Crkva
- Rumunjska metropolijska samosvojna Crkva
- Rutenska metropolitska samosvojna Crkva
- Ukrajinska veliko nadbiskupska samosvojna Crkva
- Bjeloruska grkokatolička Crkva
- Bugarska grkokatolička Crkva
- Grčka katolička Crkva
- Mađarska grkokatolička Crkva
- Talijansko-albanska grkokatolička Crkva - Talijansko-grčka katolička crkva
- Slovačka
- Albanska
- Ruska grkokatolička Crkva
- Grkokatolička Crkva Hrvatske, Srbije i Crne Gore
- Makedonska grkokatolička Crkva

4. Kaldejski obred:
- Kaldejska patrijarhalna Crkva
- Siro-malabarska veliko nadbiskupska samosvojna Crkva

5. Armenski obred: 
- Armenska patrijarhalna Crkva

Katolička Crkva se smatra jedinom „svetom katoličkom i apostolskom Crkvom koju je Krist utemeljio”. Kao takva, Katolička Crkva se ne smatra denominacijom, već smatra izvornom crkvom Krista.

## Odnos istočnog i zapadnog katoličanstva
Istočne katoličke crkve, osim što su u zajedništvu s rimskim papom, djele i istu vjeru s Latinskom crkvom, premda zadržavaju različite liturgijske obrede, zakone i običaje, te pučke pobožnosti, kao i posebnosti svojih teoloških naglasaka.
Nazivlje se često razlikuje zbog jezika. Na Zapadu prevladavao latinsko nazivlje, a na Istoku grčko nazivlje. Primjerice, ono što je na zapadu dijeceza, na istoku je eparhija, što je na zapadu generalni vikar, na istoku je protosinđel. Prema predaji istočnih Crkava sakramenti krštenja i potvrde podjeljuju se neposredno jedan nakon drugoga. Slično je i s pričesti. Svećenici u istočnim katoličkim Crkvama nisu obavezni na celibat, kao što je to slučaj u Latinskoj Crkvi. Ipak, biskupom može postati samo neoženjeni svećenik. Već zaređeni svećenik ne može se oženiti. Ista se stega obdržava i u Pravoslavnoj Crkvi. 

### Članci
- Brkan, Jure. 2014. Neke razlike u Zakonicima latinske crkve i istočnih katoličkih crkava. Služba Božja. Sveučilište u Splitu - Katolički bogoslovni fakultet. Split. 54 (1): 5–34

## Poveznice
- Katolička Crkva
- Katolicizam